# Hozići (Republika Serbska)
Hozići (cyr. Хозићи) – wieś w Bośni i Hercegowinie, w Republice Serbskiej, w gminie Novi Grad. W 2013 roku liczyła 610 mieszkańców.